# 11480 Velikij Ustyug
11480 Velikij Ustyug (1986 RW5) là một tiểu hành tinh vành đai chính được phát hiện ngày 7 tháng 9 năm 1986 bởi L. I. Chernykh ở Đài vật lý thiên văn Crimean.